# Nasikabatrachus bhupathi
Nasikabatrachus bhupathi – słabo poznany gatunek płaza bezogonowego z rodziny Nasikabatrachidae, zasiedlający Ghaty Zachodnie w Indiach. Większość czasu spędza w norach, gdzie również się odżywia, a na powierzchnię wychodzi głównie podczas okresu godowego od października do stycznia. Jest krytycznie zagrożony wyginięciem.

## Taksonomia
Gatunek ten opisali w 2017 roku S. Jegath Janani, Karthikeyan Vasudevan, Elizabeth Prendini, Sushil Kumar Dutta i Ramesh K. Aggarwal, w oparciu o dwa dorosłe osobniki płci męskiej, sześć kijanek oraz cztery osobniki przeobrażone w warunkach pół naturalnych z odłowionych przez badaczy kijanek. Gatunek został nazwany na cześć hinduskiego herpetologa Subramaniamiego Bhupathy’ego zmarłego tragicznie w Ghatach Zachodnich w 2014 roku.

## Wygląd
Średniej wielkości płaz bezogonowy. Długość ciała dwóch zbadanych przez autorów pierwszego opisu samców wynosiła 45,9 oraz 48,5 mm. Pysk spiczasty z mięsistą wypukłością. Jama ustna niewielka, znajdująca się na brzusznej części ciała. Głowa nie jest wyraźnie wyodrębniona od reszty ciała. Źrenice okrągłe. Błona bębenkowa niewidoczna; brak zębów lemieszowych. Skóra na brzuchu, kończynach i plecach gładka. Kończyny przednie krótkie i umięśnione, z ograniczonym zakresem ruchu. Palce nie są spięte błoną pławną. Plecy ciemnobrązowe, a głowa jasnobrązowa z wyraźnie zaznaczonymi ciemno- lub jasnobrązowymi marmurkowatymi wzorami. Brzuch szarawo-biały. Dłonie brązowe.
Od jedynego innego znanego przedstawiciela rodziny Nasikabatrachidae, Nasikabatrachus sahyadrensis, Nasikabatrachus bhupathi różni się między innymi budową szkieletu, ubarwieniem, a także odgłosem nawoływania podczas okresu godowego. Odrębność tych gatunków potwierdziły badania genetyczne.

## Zasięg występowaniai siedlisko
Gatunek ten znany jest tylko z miejsca typowego położonego na wschodnich zboczach pasma górskiego Ghaty Zachodnie w południowych Indiach, na wysokości około 200 m n.p.m. Znany zasięg występowania obejmuje zaledwie 10 km², choć możliwe, że jest większy. Płaz ten żyje w środowisku charakteryzującym się sporadycznymi opadami deszczu oraz okresowymi potokami, w których woda płynie przez 3–4 miesiące w roku (od października do stycznia). Gatunek ten większość czasu spędza w wilgotnych podziemnych norach, w których się odżywia. Na powierzchnię wychodzi jedynie podczas okresu godowego.

## Rozród
Nawoływanie rozpoczyna się podczas monsunowych opadów deszczu od października do stycznia. Samce nawołują głównie ze swoich nor. Bariera rozrodcza pomiędzy N. bhupathi oraz N. sahyadrensis powstała w związku z rozrodami w różnych terminach (izolacja sezonowa) – N. bhupathi rozmnaża się głównie od października do stycznia, a N. sahyadrensis od maja do sierpnia.